# Élodie Portaries

a Compétitions nationales et continentales officielles uniquement.

b Matchs officiels uniquement.
Dernière mise à jour le 7 mars 2015.
Élodie Portaries, née le 9 décembre 1989, est une joueuse internationale française de rugby à XV, occupant le poste de pilier en club avec Montpellier et en équipe de France de rugby à XV féminin.

## Carrière
Élodie Portaries a grandi dans une famille qui connaissait la passion du rugby à XV : « J'allais au stade avec mon oncle et ma tante, et je m'amusais souvent dans mon jardin, enfant, avec mon voisin. On faisait des un-contre-un avec plaquage dans des petits périmètres. Ensuite, ce copain m'a conseillé de le suivre en club, à l'Espira-de-l'Agly, et voilà le résultat… ».
Originaire des Pyrénées-Orientales, l'actuelle joueuse de Montpellier a dû changer de club à partir des cadets : « Quand on est une fille, on peut jouer avec les garçons jusqu'à l'âge de 14-15 ans, jusqu'en minimes. Ensuite, ils commencent à se développer physiquement, et ça devient trop dangereux. Je suis donc partie jouer à Toulouges dès mes 16 ans, pour l'équipe première du club. C'était le seul club de la région.
Ensuite, elle rejoint un club plus huppé, Montpellier.  
Le 14 mars 2014, elle gagne le Grand Chelem avec l'Équipe de France au stade du Hameau à Pau, au terme d'une cinquième victoire en autant de rencontres du Tournoi des Six Nations face à l'Irlande (19-15),. Élodie Portaries marque un essai à cette occasion.
Elle participe à la Coupe du monde de rugby à XV féminin 2014, qui se dispute en France du 1er au 17 août 2014. Elle joue la demi-finale comme titulaire.
En février 2015, elle joue la première rencontre du Tournoi des Six Nations 2015 face à l'Écosse (42-0).

## Palmarès en équipe nationale
- Tournoi des Six Nations (France) :
  - Vainqueure (1) : 2014 (Grand Chelem)
- Troisième de la Coupe du monde 2014
- xx sélections en Équipe de France de rugby à XV féminin[8].

## Palmarès en club

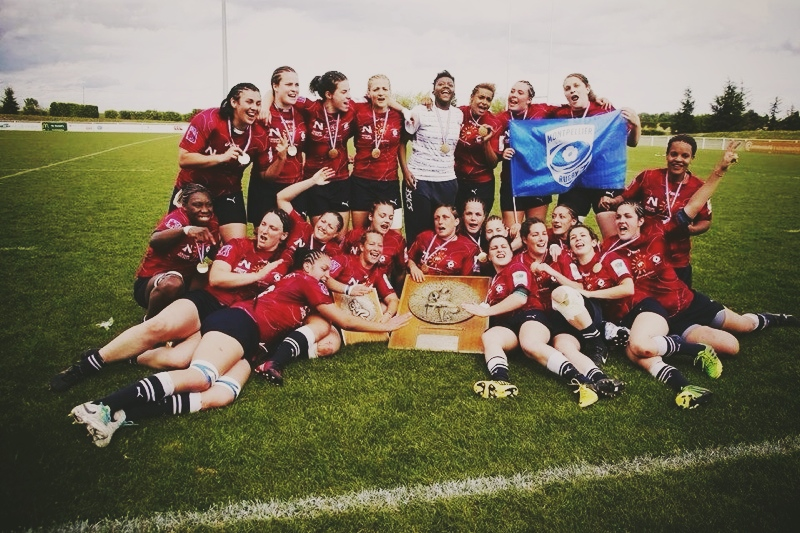
Les Coccinelles du MHR,
championnes de France 2014.

- Championnat de France féminin 1re division (MHR) :
  - Championne (2) : 2013, 2014[9],[10].